# رپ (فیلم‌سازی)
رَپ (به انگلیسی: Wrap) اصطلاحی در فیلم‌سازی است که بصورت «این رَپ است» هم استفاده می‌شود، این اصطلاح از همان روزهای اولیه صنعت فیلم توسط کارگردانان برای نشان دادن پایان تصویربرداری اصلی استفاده می‌شد. از دهه ۱۹۲۰ فیلمسازان از این عبارت زمانی استفاده می‌کردند که تصویربرداری اصلی به پایان می‌رسد و فیلم آماده رفتن به مرحله پس از تولید است. در آن نقطه، برگزاری یک مهمانی برای بازیگران و عوامل فیلم سنتی است. این نشان دهنده پایان همکاری بازیگران با یکدیگر، کارگردان، تهیه‌کننده و عوامل فیلم (به جز دوبله یا برداشت‌های احتمالی) است. با این حال، ممکن است چند ماه یا سال بعد، از بازیگران اصلی برای کمک به تبلیغ فیلم در زمان آماده شدن برای اکران فراخوانده شود.